# Fuad II của Ai Cập
Fuad II (tiếng Ả Rập: فؤاد الثاني), (tên đầy đủ: Ahmed Fuad; sinh ngày 16 tháng 1 năm 1952 với tên Hoàng tử Ahmad Fuad) là một vị vua của triều đại Muhammad Ali của Ai Cập . Ông chính thức trị vì là Vua cuối cùng của Ai Cập và Sudan từ tháng 7 năm 1952 đến tháng 6 năm 1953, khi ông bị phế truất.
Fuad II sinh ngày 16 tháng 1 năm 1952 và lên ngôi vào ngày 26 tháng 7 năm 1952 sau khi cha ông, Farouk thoái vị. Fuad II chưa đầy một tuổi vào thời điểm lên ngôi, và thời gian trị vì của ông sẽ ngắn ngủi, nên ông chưa bao giờ chính thức đăng quang. Tuy nhiên, ông trị vì chưa đầy một năm cho đến ngày 18 tháng 6 năm 1953, khi Ai Cập được tuyên bố là một nước cộng hòa. Fuad II là vị vua thứ 11 và cuối cùng của triều đại Muhammad Ali, đã cai trị Ai Cập (và sau đó là Sudan) từ năm 1805. 
Sau khi bị phế truất, Fuad II được đưa đến Thụy Sĩ, nơi ông được nuôi dưỡng. Sau đó, ông chuyển đến Paris. Ông kết hôn và có ba người con ở đó trước khi trở lại khu vực Hồ Geneva của Thụy Sĩ sau khi ly hôn.
Tổng thống Ai Cập Anwar Sadat sau đó đã khôi phục quyền công dân Ai Cập của Fuad II và do đó ông có thể đến thăm Ai Cập nhiều lần. Vào tháng 5 năm 2010, ông đã ghi lại một cuộc phỏng vấn trên truyền hình với ONTV và nói về những chuyến thăm của mình đến Ai Cập, cảm nhận của ông về người dân Ai Cập và cách nhìn của họ về người cha quá cố của ông.

Ahmed Fuad (năm 2015)